# Lijst van voetbalinterlands Cyprus - Nederland (vrouwen)
Deze lijst van voetbalinterlands is een overzicht van alle voetbalwedstrijden tussen de nationale vrouwenteams van Cyprus en Nederland. Cyprus en Nederland speelden tot op heden twee keer tegen elkaar. De eerste wedstrijd, in het kader van kwalificatie voor het WK 2023, was op 22 oktober 2021 in Larnaca. De laatste ontmoeting, de returnwedstrijd in dezelfde reeks, vond plaats op 8 april 2022 in Groningen.

## Wedstrijden
| № | Plaats    | Datum           | Competitie           | Wedstrijd          | Uitslag |
| - | --------- | --------------- | -------------------- | ------------------ | ------- |
| 1 | Larnaca   | 22 oktober 2021 | WK 2023 kwalificatie | Cyprus – Nederland | 0 – 8   |
| 2 | Groningen | 8 april 2022    | WK 2023 kwalificatie | Nederland – Cyprus | 12 – 0  |

## Samenvatting
| Competitie      | Totaal gespeeld | Winst Cyprus | Gelijk | Winst Nederland | Doelsaldo Cyprus – Nederland |
| --------------- | --------------- | ------------ | ------ | --------------- | ---------------------------- |
| WK-kwalificatie | 2               | 0            | 0      | 2               | 0 − 20                       |
| Totaal          | 2               | 0            | 0      | 2               | 0 − 20                       |

KNVB ·
A-internationals ·
Bondscoaches ·
Topscorers ·
Jong OranjeLeeuwinnen ·
Vrouwen U20 ·
Vrouwen U19 ·
Vrouwen U18 ·
Vrouwen U17 ·
Vrouwen U16 ·
Vrouwen U15

EK-wedstrijden vrouwen ·
WK-wedstrijden vrouwen ·
Resultaten vrouwen kwalificaties en eindronden
1971 – 1979 ·
1980 – 1989 ·
1990 – 1999 ·
2000 – 2009 ·
2010 – 2019 ·
2020 – 2029
EK 2009 ·
EK 2013 ·
WK 2015 · 
EK 2017 · 
WK 2019 · 
OS 2020 · 
EK 2022 · 
WK 2023
Albanië ·
Australië ·
België ·
Brazilië ·
Canada ·
Chili ·
China ·
Costa Rica ·
Cyprus ·
Denemarken ·
Duitsland ·
Engeland ·
Estland ·
Finland ·
Frankrijk ·
GOS ·
Griekenland ·
Hongarije ·
Ierland ·
IJsland ·
Indonesië ·
Israël ·
Italië ·
Ivoorkust ·
Japan ·
Kameroen ·
Kosovo ·
Kroatië ·
Mexico ·
Nieuw-Zeeland ·
Nigeria ·
Noord-Ierland ·
Noord-Korea ·
Noord-Macedonië ·
Noorwegen ·
Oekraïne ·
Oostenrijk ·
Polen ·
Portugal ·
Roemenië ·
Rusland ·
Schotland ·
Servië ·
Slovenië ·
Slowakije ·
Spanje ·
Thailand ·
Tsjechië ·
Turkije ·
Verenigde Staten ·
Vietnam ·
Wales ·
Wit-Rusland ·
Zambia ·
Zuid-Afrika ·
Zweden ·
Zwitserland
Denemarken (2017) ·
Verenigde Staten (2019)